# شروط القبول في الأممية الشيوعية
تشير شروط القبول في الأممية الشيوعية أو الشروط الواحدة والعشرون، هي الشروط، التي اقترح معظمها فلاديمير لينين، لالتزام الأحزاب الاشتراكية بالأممية الثالثة (الكومنترن) التي نشأت عام 1919. تم تبني الشروط رسميًا من قبل المؤتمر الثاني للكومنترن في عام 1920.

## المحتوى
كانت الشروط: 
| 1  | يجب أن تحمل كل الدعاية والتحريض طابع شيوعي حقيقي وأن تتوافق مع برنامج وقرارات الأممية الشيوعية. يجب أن تدار كل صحف الحزب من قبل شيوعيين موثوقين أثبتوا إخلاصهم لقضية البروليتاريا. يجب ألا تعامل دكتاتورية البروليتاريا ببساطة على أنها صيغة حالية يتم حفظها عن ظهر قلب. يجب أن تتم الدعاية لها بطريقة تجعل ضرورتها مفهومة لكل عامل بسيط، وكل امرأة عاملة، وكل جندي وفلاح من حقائق حياتهم اليومية، والتي يجب مراعاتها بشكل منهجي من قبل صحافتنا واستخدامها يومًا بعد يوم. يجب أن تخضع الصحف الدورية وغيرها وجميع مؤسسات النشر التابعة للحزب لقيادة الحزب، بغض النظر عما إذا كان الحزب ككل قانونيًا أو غير قانوني في أي لحظة. يجب ألا يُسمح لدور النشر بإساءة استغلال استقلاليتها واتباع سياسات لا تتوافق تمامًا مع سياسات الحزب. في أعمدة الصحافة، في الاجتماعات العامة، في النقابات العمالية، في التعاونيات - أينما يمكن لأعضاء الأممية الشيوعية الحصول على القبول - من الضروري ليس فقط وسم البرجوازية، ولكن أيضًا مساعديها، الإصلاحيين في كل ظل، بشكل منهجي وبلا شفقة. |
| 2  | يجب على كل منظمة ترغب في الانضمام إلى الأممية الشيوعية أن تزيل الإصلاحيين والوسطيين بانتظام ومنهجية من كل منصب مسؤول في الحركة العمالية (المنظمات الحزبية، ومجالس التحرير، والنقابات العمالية، والفصائل البرلمانية، والتعاونيات، والحكومة المحلية) واستبدالهم بـ اختبار الشيوعيين، دون القلق غير المبرر بشأن حقيقة أن العمال العاديين من الجماهير، خاصة في البداية، سيحلون محل الانتهازيين "المتمرسين". |
| 3  | في كل بلد تقريبًا في أوروبا وأمريكا، يدخل الصراع الطبقي مرحلة الحرب الأهلية. في ظل هذه الظروف لا يمكن للشيوعيين أن يثقوا بالشرعية البرجوازية. عليهم واجب إقامة جهاز تنظيمي مواز يمكنه، في اللحظة الحاسمة، أن يساعد الحزب على القيام بواجبه تجاه الثورة. في كل بلد تحرم فيه حالة الحصار أو قوانين الطوارئ الشيوعيين من فرصة القيام بجميع أعمالهم بشكل قانوني، من الضروري تمامًا الجمع بين النشاط القانوني وغير القانوني. |
| 4  | يتضمن واجب نشر الأفكار الشيوعية التزامًا خاصًا بالدعاية القوية والمنهجية في الجيش. في حالة مقاطعة هذا التحريض بقوانين الطوارئ، يجب أن يستمر بشكل غير قانوني. إن رفض القيام بمثل هذا العمل سيكون بمثابة خيانة للواجب الثوري وسيكون غير متوافق مع عضوية الأممية الشيوعية. |
| 5  | التحريض المنهجي ضروري في الريف. لن تكون الطبقة العاملة قادرة على الانتصار إذا لم تحصل على دعم البروليتاريا الريفية وعلى الأقل جزء من أفقر الفلاحين، وإذا لم تؤمن حيادية جزء على الأقل من بقية سكان الريف. من خلال سياساتها. يكتسب العمل الشيوعي في الريف أهمية كبيرة في الوقت الحالي. يجب أن يتم بشكل أساسي بمساعدة العمال الشيوعيين الثوريين في المدينة والريف الذين لديهم صلات بالريف. إن رفض القيام بهذا العمل، أو تكليفه بأيادي غير موثوقة وشبه إصلاحية، هو بمثابة نبذ للثورة البروليتارية. |
| 6  | كل حزب يرغب في الانتماء إلى الأممية الشيوعية ملزم بكشف قناع ليس فقط عن الوطنية الاشتراكية المفتوحة ولكن أيضًا عن نفاق الاشتراكية السلمية، ليثبت للعمال بشكل منهجي أنه بدون الإطاحة الثورية للرأسمالية، لا توجد محكمة دولية التحكيم، لا يوجد اتفاق على الحد من التسلح، ولن تكون أي إعادة تنظيم "ديمقراطي" لعصبة الأمم قادرة على منع الحروب الإمبريالية الجديدة. |
| 7  | الأحزاب التي ترغب في الانتماء إلى الأممية الشيوعية عليها واجب الاعتراف بضرورة الانفصال التام عن الإصلاحيين والسياسة "الوسطية" ونشر هذا الانقطاع بين أوسع الدوائر الممكنة لأعضاء الحزب. السياسة الشيوعية المتسقة مستحيلة بدون هذا. إن الأممية الشيوعية تطالب دون قيد أو شرط وبشكل قاطع بتنفيذ هذا الانقطاع في أقصر وقت ممكن. لا يمكن للأممية الشيوعية أن تتسامح مع وضع يكون فيه الانتهازيون سيئي السمعة، كما يمثلهم توراتي، وموديجلياني، وكاوتسكي، وهيلفردينج، وهيلكويت، ولونجيت، وماكدونالد، وما إلى ذلك، لهم الحق في أن يكونوا أعضاء في الأممية الشيوعية. هذا يمكن أن يؤدي فقط إلى أن تصبح الأممية الشيوعية شيئًا مشابهًا جدًا لحطام الأممية الثانية. |
| 8  | إن الموقف الواضح بشكل خاص بشأن مسألة المستعمرات والأمم المضطهدة ضروري من جانب الأحزاب الشيوعية في تلك البلدان التي تمتلك برجوازيتها مستعمرات وتضطهد أممًا أخرى. يقع على عاتق كل حزب يرغب في الانتماء إلى الأممية الشيوعية واجب فضح مراوغات إمبريالييه "الخاصين" في المستعمرات، ودعم كل حركة تحرير في المستعمرات ليس بالأقوال فحسب، بل بالأفعال، والمطالبة بوجوب قيام مواطنيهم الإمبرياليين بذلك. يتم طردهم من المستعمرات، من زرع في قلوب العمال في بلادهم علاقة أخوية حقيقية مع السكان العاملين في المستعمرات والأمم المضطهدة، وتنفيذ دعاية منهجية بين قوات بلادهم ضد أي اضطهاد للشعوب المستعمرة. |
| 9  | يجب على كل حزب يرغب في الانتماء إلى الأممية الشيوعية أن يطور بشكل منهجي ومستمر الأنشطة الشيوعية داخل النقابات العمالية ومجالس العمال والعمل والتعاونيات الاستهلاكية وغيرها من منظمات العمال الجماهيرية. من الضروري داخل هذه المنظمات تنظيم خلايا شيوعية تكسب النقابات العمالية وما إلى ذلك من أجل قضية الشيوعية من خلال العمل المتواصل والدؤوب. على الخلايا في عملها اليومي واجب الكشف في كل مكان عن خيانة الوطنيين الاجتماعيين وتذبذبات "الوسطيين". يجب أن تخضع الخلايا الشيوعية بالكامل للحزب ككل. |
| 10 | كل حزب ينتمي إلى الأممية الشيوعية ملزم بشن نضال عنيد ضد "أممية" أمستردام للمنظمات النقابية الصفراء. يجب أن يشرح بقوة قدر الإمكان بين النقابيين التجار فكرة ضرورة الانفصال عن أمستردام الدولية الصفراء. يجب أن تدعم الرابطة الدولية لنقابات العمال الأحمر المنتسبة إلى الأممية الشيوعية، في الوقت الحاضر في عملية التكوين، بكل الوسائل المتاحة لها. |
| 11 | يتعين على الأحزاب التي ترغب في الانتماء إلى الأممية الشيوعية إخضاع التكوين الشخصي لفصائلها البرلمانية للمراجعة، وإزالة جميع العناصر غير الموثوقة منها وإخضاع هذه الفصائل لقيادة الحزب، ليس فقط بالأقوال ولكن أيضًا بالأفعال، من خلال دعوة كل عضو شيوعي في البرلمان إلى إخضاع كل نشاطه لمصالح الدعاية والتحريض الثوريين حقًا. |
| 12 | يجب بناء الأحزاب التي تنتمي إلى الأممية الشيوعية على أساس مبدأ المركزية الديمقراطية. في الحقبة الحالية من الحرب الأهلية الحادة، لن يتمكن الحزب الشيوعي من أداء واجبه إلا إذا تم تنظيمه بطريقة مركزية قدر الإمكان، إذا ساد الانضباط الحديدي داخله، وإذا كان الوسط الحزبي، المدعوم بثقة أعضاء الحزب، يتمتع بكامل الحقوق والسلطة وأوسع الصلاحيات. |
| 13 | يتعين على الأحزاب الشيوعية في تلك البلدان التي يمكن للشيوعيين فيها القيام بعملهم بشكل قانوني، من وقت لآخر، القيام بعمليات تطهير (إعادة تسجيل) لعضوية منظماتهم الحزبية من أجل تطهير الحزب بشكل منهجي من العناصر البرجوازية الصغيرة داخله. |
| 14 | كل حزب يرغب في الانتماء إلى الأممية الشيوعية ملزم بتقديم دعم غير مشروط لكل جمهورية سوفيتية في نضالها ضد قوى الثورة المضادة. يجب على الأحزاب الشيوعية أن تقوم بدعاية واضحة لمنع نقل المواد الحربية إلى أعداء جمهوريات السوفيت. يجب عليهم أيضًا تنفيذ دعاية قانونية أو غير قانونية، وما إلى ذلك، بكل الوسائل المتاحة لهم بين القوات المرسلة لخنق الجمهوريات العمالية. |
| 15 | الأحزاب التي لا تزال تحتفظ ببرامجها الديمقراطية الاجتماعية القديمة عليها واجب تغيير تلك البرامج في أسرع وقت ممكن ووضع برنامج شيوعي جديد يتوافق مع الظروف الخاصة في البلاد ووفقًا لقرارات الأممية الشيوعية. كقاعدة عامة، يجب أن تتم المصادقة على برنامج كل حزب ينتمي إلى الأممية الشيوعية من قبل الكونجرس العادي للأممية الشيوعية أو من قبل اللجنة التنفيذية. إذا رفضت اللجنة التنفيذية للأممية الشيوعية برنامج الحزب، فإن الحزب المعني له الحق في الاستئناف أمام كونغرس الأممية الشيوعية. |
| 16 | جميع قرارات مؤتمرات الأممية الشيوعية وقرارات لجنتها التنفيذية ملزمة لجميع الأحزاب المنتمية للأممية الشيوعية. يجب أن تُبنى الأممية الشيوعية، التي تعمل في ظل ظروف الحرب الأهلية الأكثر حدة، بطريقة أكثر مركزية بكثير مما كان عليه الحال مع الأممية الثانية. في هذه العملية، يجب على الأممية الشيوعية ولجنتها التنفيذية، بالطبع، في مجمل نشاطها، مراعاة الظروف المختلفة التي يتعين على الأحزاب الفردية أن تقاتل وتعمل بموجبها، وأن تتخذ قرارات ملزمة بشكل عام فقط في الحالات التي تكون فيها مثل هذه القرارات ممكنة. |
| 17 | في هذا الصدد، يجب على جميع الأحزاب التي ترغب في الانتماء إلى الأممية الشيوعية تغيير أسمائها. يجب على كل حزب يرغب في الانتماء إلى الأممية الشيوعية أن يحمل اسم الحزب الشيوعي لهذه الدولة أو تلك (قسم من الأممية الشيوعية). إن مسألة الاسم ليست رسمية، ولكنها مسألة سياسية للغاية ذات أهمية كبيرة. لقد أعلنت الأممية الشيوعية الحرب على العالم البرجوازي بأسره وعلى جميع الأحزاب الاشتراكية الديموقراطية الصفراء. يجب أن يكون الفرق بين الأحزاب الشيوعية والأحزاب "الاشتراكية الديمقراطية" أو "الاشتراكية" الرسمية القديمة التي خانت راية الطبقة العاملة واضحًا لكل كادح بسيط. |
| 18 | يجب على جميع الأجهزة الصحفية الرائدة للأحزاب في كل بلد طباعة جميع الوثائق الرسمية الهامة للجنة التنفيذية للأممية الشيوعية. |
| 19 | يجب على جميع الأحزاب التي تنتمي إلى الأممية الشيوعية أو التي قدمت طلبًا للعضوية الدعوة إلى مؤتمر خاص في أقرب وقت ممكن، وفي موعد لا يتجاوز أربعة أشهر بعد المؤتمر الثاني للأممية الشيوعية، من أجل التحقق من كل الشروط. في هذا الصدد، يجب على جميع المراكز الحزبية أن تتأكد من أن قرارات المؤتمر الثاني معروفة لجميع منظماتهم المحلية. |
| 20 | يجب على الأحزاب التي ترغب الآن في دخول الأممية الشيوعية ولكنها لم تغير تكتيكاتها السابقة بشكل جذري، قبل أن تنضم إلى الأممية الشيوعية، أن تتأكد من أن ما لا يقل عن ثلثي اللجنة المركزية وجميع مؤسساتها المركزية الأكثر أهمية تتكون من الرفاق الذين حتى قبل المؤتمر الثاني للأممية الشيوعية تحدثوا علنا بشكل لا لبس فيه لصالح دخول الحزب إلى الأممية الشيوعية. يجوز السماح باستثناءات بموافقة اللجنة التنفيذية للأممية الشيوعية. كما يحق للجنة التنفيذية للأممية الشيوعية إجراء استثناءات فيما يتعلق بممثلي التيار الوسطي المذكورين في الفقرة 7. |
| 21 | أعضاء الحزب الذين يرفضون بشكل أساسي الشروط والأطروحات التي وضعتها الأممية الشيوعية سيتم طردهم من الحزب. |

## مؤتمر القسم الفرنسي من الأممية العمالية
خلال مؤتمر تورز ديسمبر 1920 للقسم الفرنسي من الأممية العمالية، تم رفض الشروط على الرغم من أن الأغلبية، بقيادة فرناند لوريو، بوريس سوفارين ، مارسيل كاشين ولودوفيك فروسارد، انضموا إلى الأممية الثالثة، مما أدى إلى إنشاء القسم الفرنسي من الأممية الشيوعية، والذي سيأخذ لاحقًا اسم الحزب الشيوعي الفرنسي.